# Wahlkreis Genua – Municipio VII (Camera dei deputati)
Der Wahlkreis Genua – Municipio VII ist seit 2020 ein Wahlkreis (italienisch collegio elettorale) für die Wahl der Abgeordnetenkammer.

## Wahlkreisgebiet
| Wahlkreise – Camera dei deputati – Ligurien | Wahlkreise – Camera dei deputati – Ligurien | Wahlkreise – Camera dei deputati – Ligurien                                                                             |
| Provinz                                     | Provinz                                     | Gemeinden nach Provinzen ⮞ Wahlkreis                                                                                    |
| ------------------------------------------- | ------------------------------------------- | --- |
|                                             | Metropolitanstadt Genua (67 Gemeinden)      | Teil Genuas ⮞ Wahlkreis Genua – Municipio I 21 + Teil Genuas ⮞ Wahlkreis Genua – Municipio VII 31 ⮞ Wahlkreis La Spezia |
|                                             | Provinz Imperia (66 Gemeinden)              | alle ⮞ Wahlkreis Savona                                                                                                 |
|                                             | Provinz La Spezia (32 Gemeinden)            | alle ⮞ Wahlkreis La Spezia                                                                                              |
|                                             | Provinz Savona (69 Gemeinden)               | 55 ⮞ Wahlkreis Savona 13 ⮞ Wahlkreis Genua – Municipio VII                                                              |

Der Wahlkreis umfasst 35 Gemeinden:
- 22 Gemeinden der Metropolitanstadt Genua (den Teil der Gemeinde Genua, der aus den Stadtbezirken (Municipi) Valpolcevera (Municipio V), Medio Ponente (Municipio VI) und Ponente (Municipio VII) besteht, sowie die Gemeinden Arenzano, Busalla, Campo Ligure, Campomorone, Casella, Ceranesi, Cogoleto, Crocefieschi, Isola del Cantone, Masone, Mele, Mignanego, Montoggio, Ronco Scrivia, Rossiglione, Sant’Olcese, Savignone, Serra Riccò, Tiglieto, Valbrevenna und Vobbia);
- 13 Gemeinden der Provinz Savona (Albisola Superiore, Albissola Marina, Cairo Montenotte, Celle Ligure, Dego, Giusvalla, Mioglia, Piana Crixia, Pontinvrea, Sassello, Stella, Urbe und Varazze).

## Wahlergebnisse

### Parlamentswahl 2022
| Kandidaten                          | Kandidaten         | Stimmen | %    | Listen                                                  | Stimmen | %    |
| ----------------------------------- | ------------------ | ------- | ---- | ------------------------------------------------------- | ------- | ---- |
|                                     | Ilaria Cavogewählt | 55.317  | 37,5 | Fratelli d’Italia                                       | 30.387  | 20,6 |
| Lega per Salvini Premier            | Ilaria Cavogewählt | 55.317  | 37,5 | 14.399                                                  | 9,7     |      |
| Forza Italia                        | Ilaria Cavogewählt | 55.317  | 37,5 | 7.770                                                   | 5,3     |      |
| Noi Moderati                        | Ilaria Cavogewählt | 55.317  | 37,5 | 2.761                                                   | 1,9     |      |
|                                     | Katia Piccardo     | 50.682  | 34,3 | Partito Democratico – Italia Democratica e Progressista | 38.853  | 26,3 |
| Alleanza Verdi e Sinistra           | Katia Piccardo     | 50.682  | 34,3 | 6.472                                                   | 4,4     |      |
| +Europa                             | Katia Piccardo     | 50.682  | 34,3 | 4.583                                                   | 3,1     |      |
| Impegno Civico – Centro Democratico | Katia Piccardo     | 50.682  | 34,3 | 774                                                     | 0,5     |      |
|                                     | Roberto Traversi   | 22.663  | 15,3 | Movimento 5 Stelle                                      | 22.663  | 15,3 |
|                                     | Mauro Avvenente    | 9.069   | 6,1  | Azione – Italia Viva                                    | 9.069   | 6,1  |
|                                     | Fabio Montorro     | 3.679   | 2,5  | Italexit per l’Italia                                   | 3.679   | 2,5  |
|                                     | Giordano Mangione  | 2.523   | 1,7  | Italia Sovrana e Popolare                               | 2.523   | 1,7  |
|                                     | Gianluca Traverso  | 2.398   | 1,6  | Unione Popolare                                         | 2.398   | 1,6  |
|                                     | Luana Ciambellini  | 1.217   | 0,8  | Vita                                                    | 1.217   | 0,8  |
|                                     | Salvatore Monaco   | 143     | 0,1  | Noi di Centro – Europeisti                              | 143     | 0,1  |
| Gesamt                              | Gesamt             | 147.691 | 100  |                                                         | 147.691 | 100  |
|                                     |                    |         |      |                                                         |         |      |
| Ungültige Stimmen                   | Ungültige Stimmen  | 7.439   | 4,8  |                                                         |         |      |
| Wähler                              | Wähler             | 155.130 | 63,9 |                                                         |         |      |
| Wahlberechtigte                     | Wahlberechtigte    | 242.943 |      |                                                         |         |      |
|                                     |                    |         |      |                                                         |         |      |
| Quelle: Innenministerium            |                    |         |      |                                                         |         |      |